# Zeta Tauri

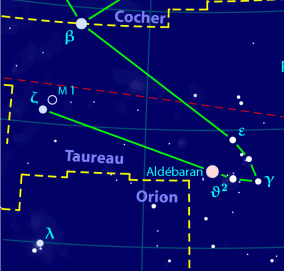
Mapa de la constelación de Tauro.

Zeta Tauri (ζ Tau / ζ Tauri / 123 Tauri) es una estrella binaria situada en la constelación de Tauro.
Recibe el nombre de Al Hecka, mientras que los antiguos babilónicos la conocían como Shurnarkabti-sha-shutu, que se puede traducir como «la estrella del cuerno sur del toro», ya que ocupa ese lugar en la constelación.
Junto a otras estrellas cercanas, en China la llamaron Tien Kuan —o Tien Kwan—, «la puerta celestial».
Se encuentra a 417 años luz del sistema solar.
La estrella principal del sistema es una subgigante azul de tipo espectral B2 IV con una temperatura que en su superficie alcanza los 22.000 K.
Considerando la importante cantidad de energía radiada en forma de luz ultravioleta, su luminosidad es 5700 veces mayor que la luminosidad solar.
Rota a la enorme velocidad de 330 km/s, 115 veces más deprisa que el Sol, lo que se traduce en un período de un solo día —el Sol completa un giro en 25 días—.
Relacionado con ello es su condición de estrella Be, siendo una de las mejor conocidas dentro de esta clase.
El disco de materia alrededor de la estrella —cuyo diámetro angular ha podido ser medido directamente— tiene un diámetro 64 veces más grande que el diámetro solar.
La radiación procedente del disco es variable con un período aproximado de varios años.
Además, el brillo de propia estrella también fluctúa aproximadamente en una décima de magnitud.
Con una masa de 9 masas solares, tiene una edad de 25 millones de años y es una estrella en evolución que está a punto de finalizar —si no lo ha hecho ya— la fusión del hidrógeno.
La estrella acompañante, mucho menos masiva, orbita aproximadamente a 1 UA de la caliente estrella azul, siendo su período orbital de 0,36 años.
El par forma una binaria eclipsante, variando su magnitud aparente entre +2,88 y +3,15.